# Viterra
Viterra — канадський зернопереробний бізнес, найбільший зернопереробник в країні, з історичним корінням, що сформувалося в прерійних зернопереробних кооперативах, серед яких знаковий Саскачеванський пшеничний пул. Viterra Inc є глобальним агропромисловим бізнесом з операціями в Канаді, Сполучених Штатах, Австралії, Новій Зеландії та Китаї.

## Історія
Компанія Viterra Inc. була створена у 2007 році як публічне акціонерне товариство, коли Саскачеванський пшеничний пул придбав компанію Agricore United, яка на той час була найбільшим зернопереробним підприємством у Західній Канаді. Попередниками Viterra були зерноторговельні кооперативи, створені в Канаді в 1920-х роках, відомі як пшеничні пули. Згодом вона придбала колишню австралійську монопсонічну маркетингову раду, створену в 1939 році за підтримки уряду Австралії, — Австралійську раду з питань ячменю.
19 травня 2009 року Viterra оголосила, що купить австралійську ABB Grain за 1,4 мільярда канадських доларів. 9 вересня 84 відсотки акціонерів ABB проголосували за злиття, при 75 відсотках голосів, необхідних для прийняття рішення.
15 березня 2012 року Viterra оголосила, що отримала пропозиції про поглинання від декількох сторін. Було виявлено, що Glencore запропонувала пропозицію про поглинання в розмірі 6,1 мільярда доларів. Вона мала намір негайно продати свої канадські активи компаніям Agrium та Richardson International, зберігаючи закордонні активи Viterra. Угода про поглинання була завершена в грудні 2012 року.
Після поглинання Glencore компанії Viterra в грудні 2012 року, Viterra зазнала деяких серйозних змін. Viterra Inc. (Viterra) була придбана покупцем Glencore, 8115222 Canada Inc. та об'єднана відповідно до Закону Канади про бізнес-корпорації (CBCA).
У 2016 році Glencore продала міноритарну частку в бізнесі Пенсійному плану Канади, який заплатив «2,5 мільярда доларів США за 40-відсоткову частку» в своїх глобальних сільськогосподарських активах, на той час перейменованих в «Glencore Agriculture».
У 2020 році Glencore Agriculture провела ребрендинг на Viterra і створила нову ідентичність бренду, відштовхуючись від бренду Viterra, який був створений у 2007 році.